# Brachypterois serrulata
Espèce
Brachypterois serrulata est une espèce de poissons osseux de la famille des Scorpaenidae.